# Nemesis (pjesma sastava Arch Enemy)
"Nemesis" je pjesma švedskog melodičnog death metal sastava Arch Enemy. Pjesma je prvi singl šestog albuma sastava Doomsday Machine. Singl je objavljen 2005. godine. Pjesma se smatra jednom od najpoznatijih pjesama sastava te se svira na svakom koncertu.

## Zasluge
- Angela Gossow − vokali
- Michael Amott − gitara, klavijature
- Christopher Amott − gitara
- Sharlee D'Angelo − bas-gitara
- Daniel Erlandsson − bubnjevi